# 澪標

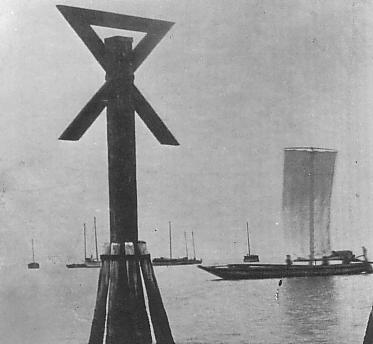
大阪府・木津川河口的澪標

澪標，是日本用來指示海上航路所使用的一種航標。

## 概要

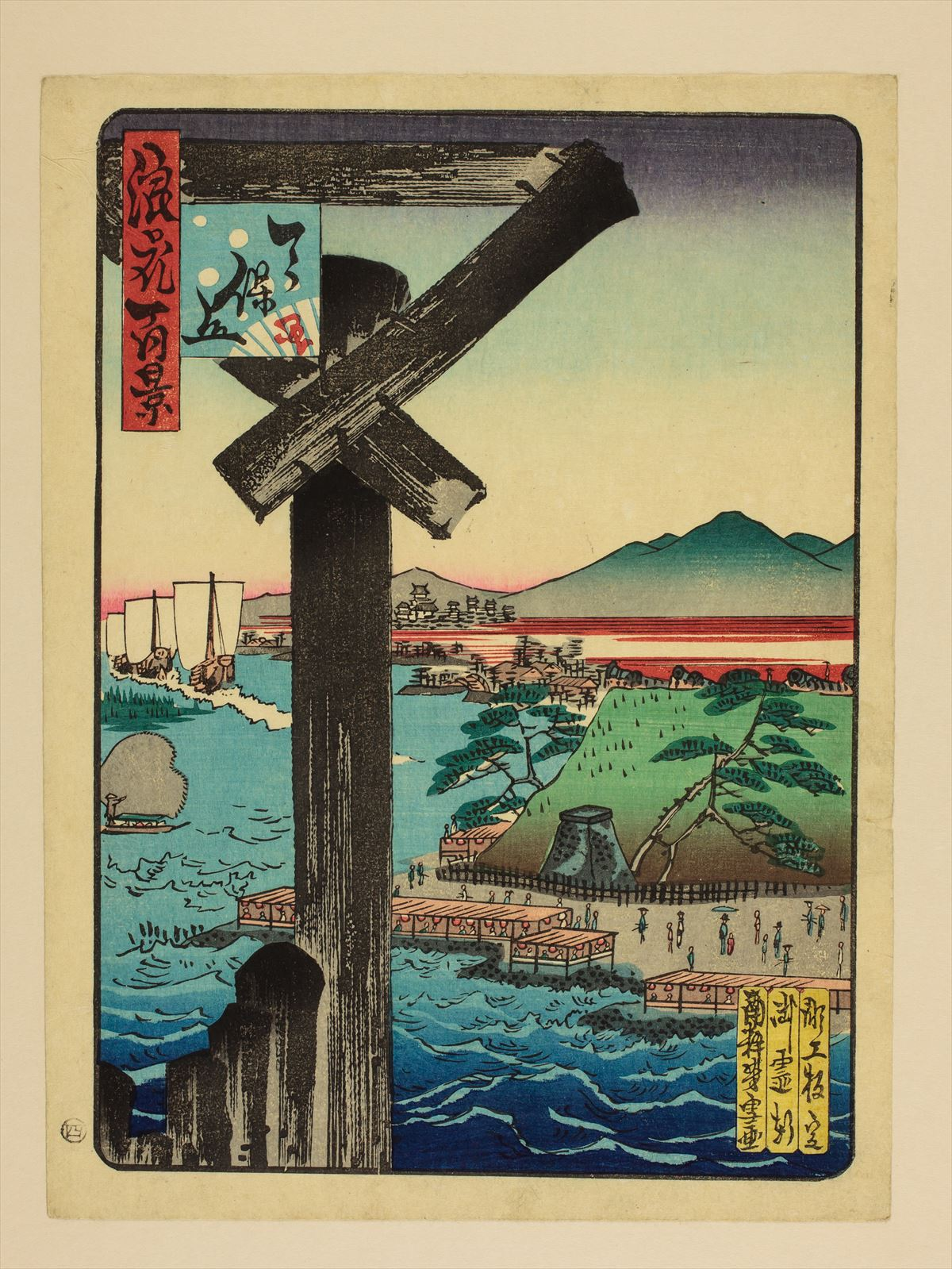
南粹亭芳雪『浪花百景』「天保山」中的澪標（1800年代）。

澪標是當河口的港口開放，而因泥沙淤積或有座礁(暗礁)而使得船無法通行時，為確保船隻行駛於可航行的水域和避免危險，於澪界設置的一種航標。同義語有澪木（みおぎ)・水尾坊木（みおぼうぎ）等。而澪標古稱「ほんぎ」，會設置於三角洲河口處，當滿潮時就可當作來往船隻的指標。
澪標自古即與被譽為「水都」的大阪（難波宮﹑浪速）有著重要的關聯性，於是在1891年（明治24年）被作為大阪市市章等代表性符號。
過去關東地方也有模仿上方的難波，於小間物町的野地豐前洲崎設置航標，滿潮時可給予漁人指示方向。若參照江戶時代初期的『慶長見聞集』，可得知1591年（天正19年）設置於隅田川河口的澪標因有一漁人在野地航行航行時見澪標，大喜，因而直接使用地名「野地」來通稱之「野地ほんぎ」。
再者，在和歌內也可見使用澪標的掛詞修辭「鞠躬盡瘁」（日语：身を尽くし，音同澪標），最具代表性的即是平安時代被吟詠，元良親王的「わびぬれば 今はたおなじ 難波なる みをつくしても 逢はむとぞ思ふ（小倉百人一首20番）」。

## 代表符號
以下團體皆有使用澪標作為其公司或集團之標章。

大阪市章

- 大阪市 - 市旗、市章。市章是1894年（明治27年）制定使用[1]。
  - 大阪市消防局 - 局章。在其標章盾牌中有澪標。1948年（昭和23年）制定使用。
  - 大阪市交通局 - 局章。在局章上部有著代表著大阪市的澪標。而在局章下部有著稍許變形的「電」字，那是代表電氣局的意思（原為大阪市電氣局）。職員帽子上的帽章、和其制服領帶上也都有著澪標。
    - 大阪市營地下鐵 - 雖然地下鐵有著別的代號（)，但是車體側面依然有裝設局章。
    - 大阪市營巴士 - 市營巴士直接使用大阪市市章。。

  - 大阪市立大學 - 校章。其校章是由商神墨丘利的翅膀、澪標及「大學」二字所組成。
  - 大阪市議會 - 市議章。市議章中的圓裡面有著三個圖樣化的澪標，並組合成如三葉草般的樣子。
- 高槻市 - 市章、市旗。為表現其地理位置位於大阪市和京都市，它以兩市之市章做組合。
- 泉佐野市 - 市章、市旗。
- 尼崎市 - 市章、市旗。
- 大阪市高速電氣軌道 - 社章。繼承大阪市交通局局章。[3]。
- 京阪電氣鐵道 - 社章。其社章使用了六個代表著大阪市的澪標並將之排成圓形，使之形成「京」之形狀，並組合起來象徵「京阪」之意。系列公司的新京阪鐵道（現今阪急京都本線的原型）的社章也一樣是將代表著大阪市的澪標使之形成「京」字形。
- 阪急電鐵 - 舊社章。舊時阪神急行電鐵社章是將大阪市章的澪標和神戸市章所組合，代表「阪神」之意。
  - 阪急巴士 - 現今依然使用舊社章（但是巴士車體是使用「HANKYU」字樣的標誌），惟舊社章在圓內有六個點，而此只有五個點。
  - 阪急百貨 - 舊社章、商標。舊・阪神急行電鐵社章的圓內原本還有一層較細的圓，但因阪急阪神百貨店的成立現在已變更。
- 大阪電氣軌道 - 社章。使用了大阪市章的澪標和圖像化的「奈」字所組合，象徵此為連結大阪和奈良的鐵道[4]。

市旗（大阪市）
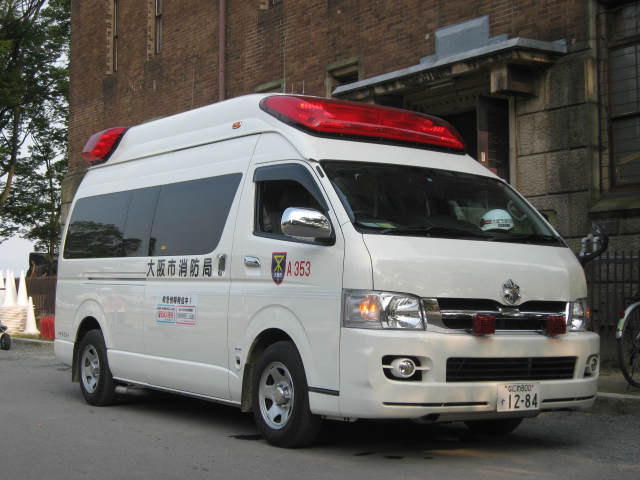
在救護車駕駛座門上的盾牌有著澪標。（大阪市消防局）
局章（大阪市交通局）及社章（大阪市高速電氣軌道）。
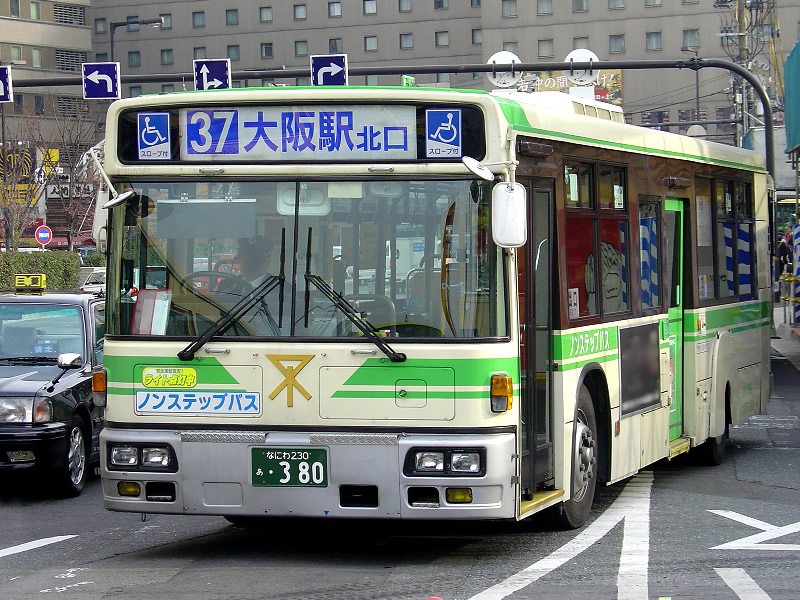
車頭上的市章。（大阪市交通局）
市旗（高槻市）
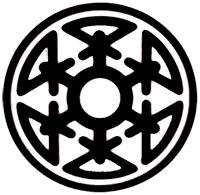
社章（京阪電氣鐵道）
社章（新京阪鐵道）
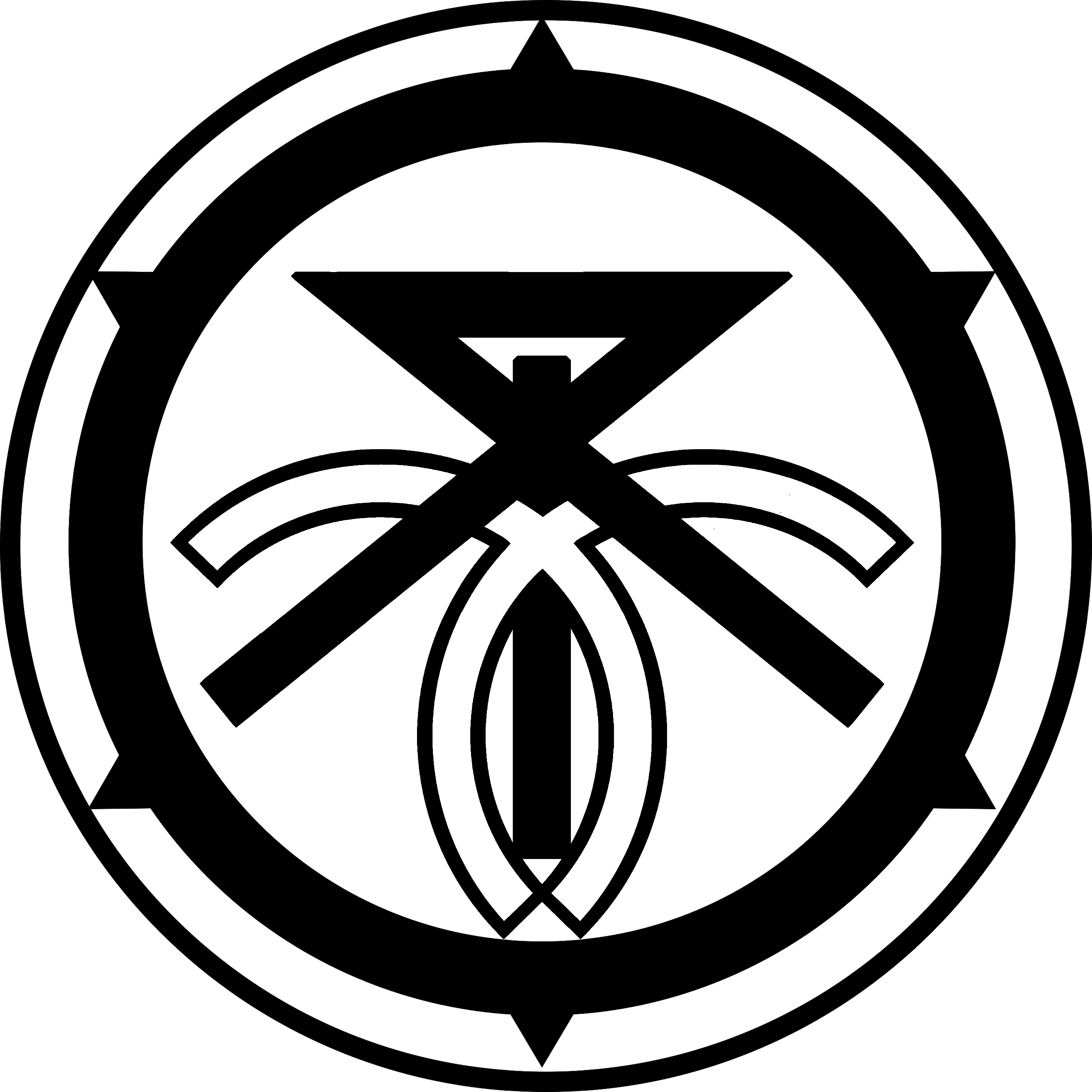
舊社章（阪急電鐵）
社章（大阪電氣軌道）
社章（關西急行電鐵）
市旗（泉佐野市）
市旗（尼崎市）

## 資料來源
1. 1 2  . 大阪市.   [2019-08-31]. （原始内容存档于2020-11-10） （日语）.
2. 1 2  日本国語大辞典,世界大百科事典内言及, デジタル大辞泉,百科事典マイペディア,大辞林 第三版,精選版. . コトバンク.   [2019-08-31]. （原始内容存档于2021-02-24） （日语）.
3. ↑  . 大阪市.   [2019-09-01]. （原始内容存档于2018-10-03） （日语）.
4. ↑   (PDF). 大阪市.   [2019-09-01]. （原始内容存档 (PDF)于2021-02-19） （日语）.